# Mont Andromeda
Le mont Andromeda, en anglais : Mount Andromeda, est situé dans le champ de glace Columbia à la frontière entre les parcs nationaux de Banff et de Jasper. La montagne peut être aperçue depuis la Icefields Parkway (#93) près du Sunwapta Pass et est située directement au sud-ouest du mont Athabasca.
Le mont Andromeda est nommé en 1938 par Rex Gibson, l'ancien président du Club alpin du Canada, d'après Andromeda, la femme de Persée.

## Ascension
Il existe plusieurs voies de randonnées et d'escalade sur Andromeda. La Skyladder est la voie normale d'ascension passant par le glacier.